# 二级和弦
二级和弦是以调式当中的第二个音级（上主音）为根音构成的三和弦，在大调中标记为SII或ii；在小调中标记为sII或ii°。

在C大调中，二级和弦为Dm；
在C小调中，二级和弦为Ddim。

二级六和弦是二级和弦的第一转位，在大调中标记为标记为SII₆或II6；在小调中标记为sII₆或ii°6。

在C大调中，二级六和弦为Dm/F；
在C小调中，二级六和弦为Ddim/F。

## II级六和弦

### II级六和弦的重要性
II级六和弦（SII₆）无论在大调还是小调都是所有副和弦中应用得最广的和弦，也是下属功能组的最常用的代表和弦。
在西欧古典作曲家（例如贝多芬）的创作中，SII₆甚至比下属和弦的主要和弦——原位的下属三和弦（S)——出现得还多。这是因为一方面它在功能上有强烈的不稳定性（与主和弦没有共同音），另一方面，它与属和弦有共同音，而且还有着调式上特殊性（与大三和弦T、D和S相比，它有小调色彩）。

### SII₆的重复
II级六和弦主要重复低音，用来代替下属和弦（S）。这个低音也就是功能组中的主要和弦——S三和弦的根音。在副六和弦中用这样的重复方法就加强了它与正三和弦的联系，自然也就强调了II级六和弦在功能上对下属功能组的隶属关系。
法国作曲家、理论家拉莫认为这个和弦是“用六度取代了五度的下属和弦”，因此它还可以标记为S6（带六度的下属和弦）。
有时SII₆也重复SII的根音，偶尔还重复五音。

### SII₆前面的和弦
II级六和弦用旋律连接法（没有共同音）放在T和T6之后。
一般情况下三个上声部与低音作反向进行。在开放位置时，这可以避免可能出现的平行五度。在小调中，这种平行五度的第二个五度是减五度，所以这种进行是允许的。在密集排列时所有四个声部可以向同一方向进行。
II级六和弦还可以放在原位的下属三和弦之后（S——SII₆），并从强拍到弱拍。

### SII₆与属功能组各和弦的链接
II级六和弦可以按照功能圈进行到任何一个属功能组的和弦，如D、D6、D7及其转位，还可以进行到终止的四六和弦。
SII₆重复三音时，它与原位属三和弦的连结尽管有共同音，一般任采用旋律的连接法，三个上方声部都下行，与低声部的进行相反，就像S——D的进行一样。
SII₆——D的和声连接不常用，但如果采用跳进的话仍然是可用的。
重复根音时，SII₆可以极为自然地用和声连接法连接D三和弦。
SII₆与D6的连结可以是旋律的，也可以用和声的连接法。
SII₆与属七和弦及其转位用和声连接法连接，一个或两个共同音保持不动，这时属和弦的七音应该是有准备的七音。
有时，主要是在开放排列（如果SII₆是五音旋律位置，那也可能在密集排列时，只是这种情况较少）在SII₆——K{\displaystyle _{4}^{6}}进行中会形成平行五度，一般是在两个内声部之间。
为了避免这种情况，可以采用跳进或改变排列法。

## 大调II级原位三和弦

### 三度关系三和弦的连结
原位的II级三和弦一般只用在大调，用在S、T6之后，偶尔用在T的后面。
三和弦S与SII是三度关系，二者之间有两个共同音。
在S——SII用和声连接法时两个共同音保持不动。
也可用旋律连接法，低音作三度下行，三个上声部作反向，也就是向上进行，一个上行三度，两个上行四度。
三音跳进——从下属三和弦的三音到II级三和弦的三音——的使用构成了旋律连接法的一种特殊形式。（这种连接就好像是在连接的同时还有和弦的转换，这种情况在任何其他两个三度关系的和弦连接时都可能出现。）

### II级三和弦与属功能组和弦的连接
在SII之后一般都用属和声。SII与原位的D三和弦连接大多用旋律连接法，SII与属七和弦及其转位连接时主要用和声的连接法（D7的七音是有准备的）。
虽然在终止的四六和弦之前一般都用II级六和弦，但在大调中也可以用原位的II级三和弦。

### 在SII与SII₆之间的经过的主和弦
在SII的六和弦与三和弦之间（或反过来）有时采用经过的主和弦（以重复三音的六和弦形式）。三个上声部与低音作反向进行。这在开放排列时有可能形成平行五度，改成密集排列即可避免。
在S六和弦与SII的六和弦之间可以使用经过的主四六和弦。